# Financial District (Manhattan)
O Financial District é um bairro e também distrito financeiro da cidade de Nova York (às vezes chamado de FiDi). Está situado ao sul de Manhattan e abriga vários escritórios e sedes de empresas e instituições financeiras, incluindo a Bolsa de Nova York.

## Demografia
Segundo o censo nacional de 2020, a sua população é de 36 726 habitantes e seu crescimento populacional na última década foi de 39,5%.
Residentes abaixo de 18 anos de idade representam 10,4%. Foi apurado que 9,3% são hispânicos ou latinos (de qualquer raça), 60,9% são brancos não hispânicos, 4,1% são negros/afro-americanos não hispânicos, 20,0% são asiáticos não hispânicos, 0,9% são de alguma outra raça não hispânica e 4,7% são não hispânicos de duas ou mais raças.

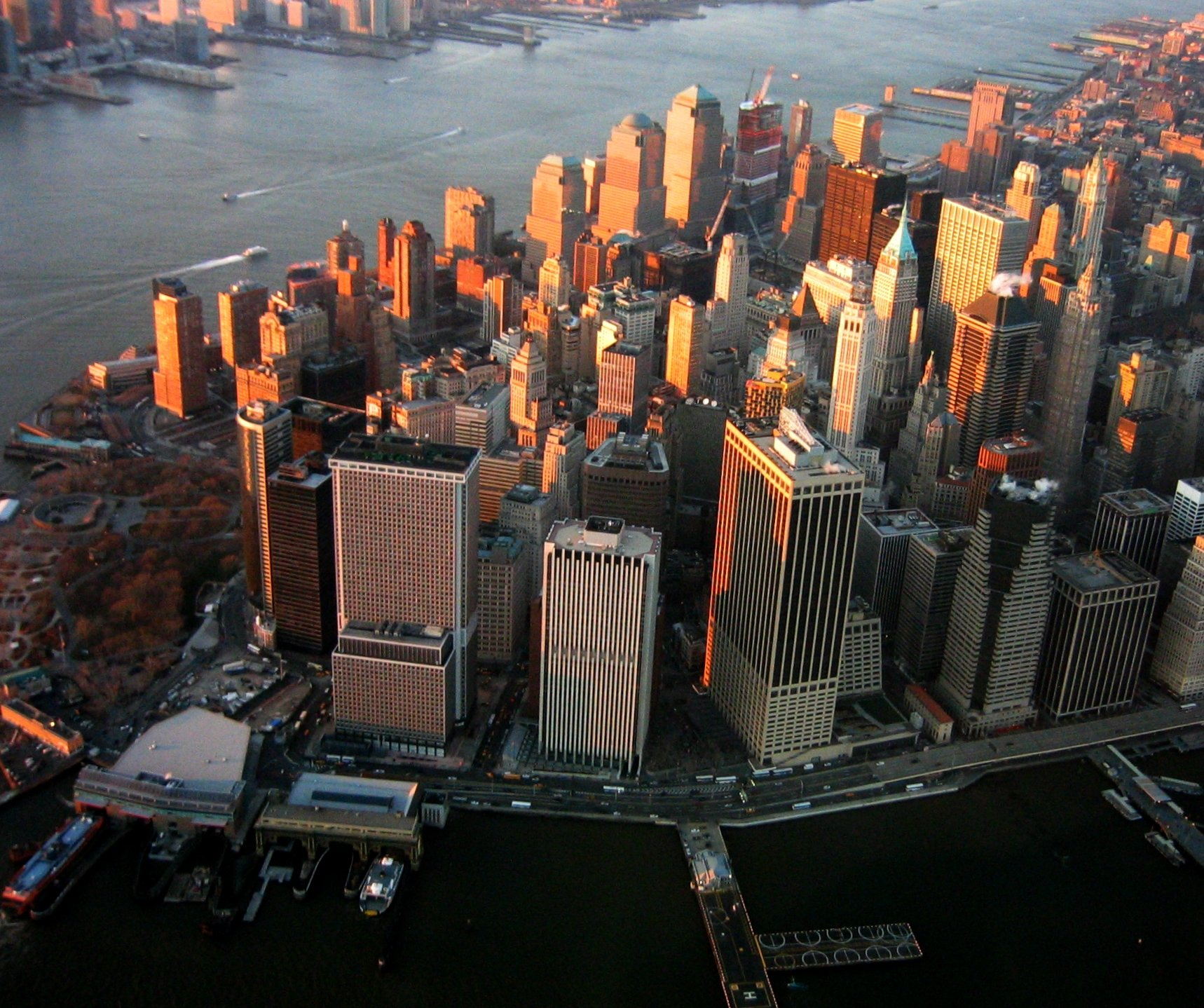
O Financial District, vista aérea

Possui 21 695 residências, um aumento de 31,7% em relação ao censo anterior, onde deste total, 13,3% das unidades habitacionais estão desocupadas. A média de ocupação é de 1,9 pessoas por residência.